# Antiochrus politulus
Antiochrus politulus is een keversoort uit de familie Hybosoridae. De wetenschappelijke naam van de soort is voor het eerst geldig gepubliceerd in 1888 door MacLeay.